# Die letzten Ferien
Die letzten Ferien ist ein deutscher Fernsehfilm von Rainer Erler aus dem Jahr 1975. Der Film wurde von der Pentagramma im Auftrag des ZDF produziert. Die Außenaufnahmen wurden an Originalschauplätzen auf den Kanarischen Inseln gedreht.

## Handlung
Familie Rehberg fliegt nach Lanzarote in den Urlaub. Für die Tochter Beate sollen es „die letzten Ferien“ nach dem Schulabschluss sein. Außerdem soll sie binnen einer Woche, an ihrem 18. Geburtstag in Las Palmas ihr Erbe antreten, das ihr von ihrem Vater hinterlassen und von einem Treuhänder verwaltet wurde. Sie lernt Miguel kennen und fährt mit ihm an einen einsamen Strand. In der Abenddämmerung fahren sie in einem Schlauchboot mit Außenbordmotor auf das Meer hinaus, und Miguel stößt sie ins Wasser, um einen Badeunfall vorzutäuschen. Es gelingt ihr, nach einer Nacht im Wasser, an den Strand zurückzuschwimmen, und der Hippie Gordon nimmt sie in seine Höhle mit. Später helfen ihr die Hippies zur Urlaubswohnung zurückzukehren. Dort löst ihr Erscheinen großes Entsetzen aus, da ihr Stiefvater und ihre Mutter sie für tot hielten und schon ein anderes Mädchen angeheuert haben, um das Erbe an sich zu bringen. Sie flieht zurück zu den Hippies und Mike und Beate überlegen, wie sie die Erbschleicher stellen können.

## Drehorte
Der Film wurde auf Lanzarote und Gran Canaria gedreht. So wurde die Busfahrt durch die Vulkanlandschaft in den Montañas del Fuego, den Feuerbergen im Timanfaya-Nationalpark auf Lanzarote gedreht. Sowohl die Szene, in der Miguel versucht, Beate zu ertränken als auch die Szenen, in der Beate sich bei den Hippies versteckt, entstanden an den Papagayo-Stränden, im Südwesten Lanzarotes. Das Hotel auf Gran Canaria, in welchem Beates Eltern später wohnen, ist das ehemalige Hotel Don Juan und heutige AC Hotel Gran Canaria in Las Palmas. 

## Trivia
Im Jahre 2000 wurde mit dem Sat.1-Fernsehfilm Einladung zum Mord ein Remake von diesem Film produziert.
Jutta Speidel spielte in dieser Produktion die Mutter.